# 远征53
远征53是前往国际空间站的第53次长期考察组活动。
2017年9月2日，联盟MS-04飞船与国际空间站分离, 标志着本次远征的开始。这艘飞船返回时接回了远征52的三名宇航员费奥多尔·雅奇金、杰克·费舍尔、佩吉·惠特森，另外三名宇航员兰道夫·布列兹尼克、谢尔盖·梁赞斯基、保罗·内斯波利转移到本次远征，布列兹尼克担任指令长。
2017年9月13日，联盟MS-05飞船与国际空间站对接成功，三名宇航员亚历山大·米苏尔金、马克·范德·黑、约瑟夫·阿卡巴进入空间站，空间站进入满员状态。
本次远征在12月14日结束，同时开始下一次远征。

## 航天员
| 职位       | 姓名              | 飞行次数 | 发射时间      | 发射航次  | 降落时间       | 降落航次  |
| ---------- | ----------------- | -------- | ------------- | --------- | -------------- | --------- |
| 指令长     | 兰道夫·布列兹尼克 | 第2次    | 2017年7月28日 | 联盟MS-05 | 2017年12月14日 | 联盟MS-05 |
| 飞行工程师 | 谢尔盖·梁赞斯基   | 第2次    | 2017年7月28日 | 联盟MS-05 | 2017年12月14日 | 联盟MS-05 |
| 飞行工程师 | 保罗·内斯波利     | 第3次    | 2017年7月28日 | 联盟MS-05 | 2017年12月14日 | 联盟MS-05 |
| 飞行工程师 | 亚历山大·米苏尔金 | 第2次    | 2017年9月12日 | 联盟MS-06 | 2018年2月27日  | 联盟MS-06 |
| 飞行工程师 | 马克·范德·黑      | 第1次    | 2017年9月12日 | 联盟MS-06 | 2018年2月27日  | 联盟MS-06 |
| 飞行工程师 | 约瑟夫·阿卡巴     | 第3次    | 2017年9月12日 | 联盟MS-06 | 2018年2月27日  | 联盟MS-06 |